# Premio Ciampi

Piero Ciampi (1934-1980), a cui è dedicato il premio.

Il Premio Ciampi-Città di Livorno è un concorso musicale nazionale che si svolge annualmente a Livorno dal 1995, organizzato dall'Associazione culturale "Premio Ciampi".
Il concorso principale è riservato a canzoni inedite. Sono assegnati inoltre un premio per la miglior cover di una canzone di Piero Ciampi, il premio al miglior esordio discografico dell'anno e un premio alla carriera. La cerimonia di premiazione si svolge in ottobre a Livorno all'interno di un programma di concerti e iniziative culturali della durata di alcuni giorni.

## Elenco vincitori
| Anno | Vincitore concorso                  | Miglior debutto discografico dell'anno             | Premio alla carriera                         |
| ---- | ----------------------------------- | -------------------------------------------------- | -------------------------------------------- |
| 1995 | Mazapegul                           | La Crus                                            | C.S.I. Diaframma                             |
| 1996 | Michele Conti                       | Bandabardò Il circo mangione                       | Frank Zappa                                  |
| 1997 | Fuori strada                        | Scisma Rosemary Plexiglas                          | Fabrizio De André                            |
| 1998 | Angelo Rindone                      | Delta V Spazio Radiodervish, Lingua contro lingua  | Claudio Lolli Linton Kwesi Johnson           |
| 1999 | Flavia Ferretti                     | Ginevra Di Marco Trama Tenue                       | Joe Strummer                                 |
| 2000 | Lucio Morelli                       | Pino Marino Dispari                                | Enzo Jannacci                                |
| 2001 | Claudia Fofi                        | Valentina Gravili Alle ragazze nulla accade a caso | Peppe Barra                                  |
| 2002 | Rucco Cucovaz                       | Les Anarchistes Figli di origine oscura            | Sid Griffin                                  |
| 2003 | Del Sangre                          | Fabio Viscogliosi Spazio                           | Ricky Gianco Ivan Della Mea Nicola Arigliano |
| 2004 | Marmaja                             | Marian Trapassi                                    | Ashley Hutchings                             |
| 2005 | Ilario Bisagni/Ambarabà & Ratafiamm | Offlaga Disco Pax Socialismo tascabile             | Miranda Martino                              |
| 2006 | La Rosa Tatuata                     | Marco Fabi Rumore amore                            | Gianfranco Reverberi Barclay James Harvest   |
| 2007 | Debora Petrina                      | Ascanio Celestini Parole sante                     | Franco Battiato                              |
| 2008 | Sara Rados                          | Gina Fabiani Trio Segreto                          | Jack Bruce                                   |
| 2009 | Giovanni Caruso                     | Brunori Sas Vol. 1                                 | Patty Pravo                                  |
| 2010 | Sara Loreni                         | —                                                  | —                                            |
| 2011 | Sara Dei Vetri                      | Carlot-ta Make Me a Picture of the Sun             | —                                            |
| 2012 | La Metralli                         | —                                                  | Roberto Vecchioni Eugenio Finardi            |
| 2013 | Maldestro                           | —                                                  | —                                            |
| 2014 | Filarmonica Municipale LaCrisi      | -                                                  | -                                            |
| 2015 | Lucia Carmignani                    | -                                                  | -                                            |
| 2016 | Sara Romano                         | -                                                  | -                                            |
| 2017 | Le Sonambula                        | -                                                  | -                                            |
| 2018 | i Frigo                             | -                                                  | -                                            |
| 2020 | Letti Sfatti                        | -                                                  | Cristiano De André                           |
| 2023 | Eugenio Sournia                     | -                                                  | CCCP Marlene Kuntz Not Moving                |
| 2024 | Nicole Coceancig                    | -                                                  | Massimo Volume                               |